# لازار مارکوویچ
لازار مارکوویچ (صربی: Lazar Marković؛ زادهٔ ۲ مارس ۱۹۹۴) بازیکن فوتبال اهل صربستان است که برای باشگاه فوتبال استقلال تهران در لیگ برتر خلیج فارس بازی میکند او به عنوان یک مهاجم بازی می‌کند.

## دوران باشگاهی

### پارتیزان
مارکوویچ بعد از مدتی بازی در منتخب جوانان بوراس چاچاک، در سال ۲۰۰۶ به عنوان کارآموزی ۱۲ ساله به پارتیزان پیوست. در ۲۹ ماه می ۲۰۱۱، الکساندر استانویُویچ برای بازی فینال سوپر لیگ صربستان مارکوویچ را به تیم اول دعوت کرد. او پیراهن شماره ۵۰ را به تن کرد و در نیمه دوم به عنوان یار تعویضی به جای جوزف کیزیو به میدان آمد و در پیروزی ۲–۱ تیمش سهیم شد.

#### فصل ۲۰۱۱–۲۰۱۲
در ۱۱ ژوئیه ۲۰۱۱، مارکوویچ به همراه نیکولا نیکوویچ، اولین قرارداد حرفه‌ایش را به مدت ۵ سال با پارتیزان امضا کرد. مارکوویچ نخستین نمایش را در ترکیب ثابت پارتیزان برابر اشکندیا در فصل ۲۰۱۱–۲۰۱۲ و در مرحلهٔ پلی‌آف لیگ قهرمانان اروپا ۱۲–۲۰۱۱ ارائه داد. اولین گل خودش به عنوان یک بازیکن بزرگ‌سال را در ۱۳ اوت ۲۰۱۱ در جریان یک بازی لیگ، در برابر نوب‌پازار به ثمر رساند. در پایان ۲۰۱۱ در نظرخواهی سایت باشگاه به عنوان بهترین بازیکن سال پارتیزان انتخاب شد. در اولین فصل کامل در تیم بزرگسالان ۲۶ بازی انجام داد و موفق شد ۶ بار دروازه حریفان را باز کند. با وجود اینکه نیم‌فصل دوم هیچ گلی به ثمر نرساند، اما در تیم منتخب فصل جای گرفت.

#### فصل ۲۰۱۲–۲۰۱۳
با توجه به این‌که پارتیزان در این سال برای اولین بار بعد از ۲۰۱۰ در مرحله گروهی لیگ اروپا حاضر می‌شد، مارکوویچ در تمام بازی‌های گروهی بازی کرد و حتی بازی‌های تأثیرگذاری را برابر نفتچی باکو، روبین کازان و اینترنازیوناله به نمایش گذاشت. در پایان این فصل او در ۱۹ بازی لیگ به میدان رفته و ۷ بار گلزنی کرده بود و برای دومین سال پیاپی در تیم منتخب فصل سوپر لیگ جای گرفت.

### بنفیکا
در ۱۰ ژوئن ۲۰۱۳ مدیر باشگاه دراگان دیوریچ در گفتگویی با یک روزنامه ورزشی برای اولین بار از مذاکرات چند تیم از جمله بنفیکا، برای به خدمت گرفتن مارکوویچ خبر داد.
در ۲۵ اوت ۲۰۱۳ ماکوویچ در اولین بازی‌اش برابر بنفیکا در پیروزی ۲–۱ این تیم مقابل ژیل ویسنته، گل پیروزی تیمش را در نود و دومین دقیقه بازی وارد دروازه حریف کرد.
در بازی سوم مقابل اسپورتینگ و در و استادیوم آلاواده، گل تساوی بازی را در حالی که اسپورتینگ پیش افتاده بود و در نهایت بازی ۱–۱ به اتمام رسید، با دریبل‌هایی فوق‌العاده و جا گذاشتن ۳ بازیکن وارد دروازه کرد.

### لیورپول
پانزدهم ژوئیه ۲۰۱۴، لیورپول اعلان کرد که لازار مارکوویچ را از بنفیکا به خدمت گرفته‌است، بنفیکا در ازای این انتقال ۲۰ میلیون پوند دریافت کرد.